# Gaston Camara
Gaston Josef Camara Kamsar (31 de maio de 1996) é um futebolista italiano atualmente joga pelo clube de Bari.

## Biografia
Nascido na cidade de Roma no país da Itália começou jogando na categoria de base da Internazionale em aos 16 anos. Em 2014 com 17 anos  foi para o profissional da Internazionale.

## Carreira
Começou sua carreira ao 17 anos em 2014 com a equipe da Internazionale e joga ate hoje no clube so jogou um jogo com a equipe italiana.